# Parque nacional Jan-Joji Jiargas
El parque nacional Jan-Joji Jiargas (en mongol: Хан Хөхий), también conocido como Jan Juji, cubre una extensión de la parte occidental de las montañas Jangái en la provincia de Uvs (Mongolia). Las montañas separan la depresión de Uvs al norte de la depresión del lago Jiargas al sur. El Jan-Joji es una de las «diez montañas sagradas de Mongolia». El sitio presenta antiguos túmulos funerarios.

## Topografía
La zona que conforma el parque nacional es un territorio separado del vecino parque nacional Jiargas Nuur, que se encuentra a 20 km al sur. El punto más alto del parque es Altan Duulga, con 2928 metros (9606,3 pies). Las cimas de las montañas tienden a ser planas y las pendientes empinadas. El paisaje se formó parcialmente por efecto de la glaciación.

## Clima y ecorregión
El clima característico de la zona es clima semiárido frío (clasificación climática de Köppen (BSk)). Este clima es característico de los climas esteparios intermedios entre los climas húmedos del desierto, y normalmente las precipitaciones están por encima de la evapotranspiración. Al menos un mes promedia temperaturas de menos de 0 °C (32,0 °F). La precipitación media en la región es de 76 a 158 mm/año.

## Flora y fauna
Las laderas del norte de las montañas Jan Juji reciben más precipitaciones (300 mm/año) que las laderas del sur (150 mm/año). Por lo tanto, el norte ofrece una mayor variedad de zonas verticales, desde estepas hasta bosques de montaña, formados principalmente por alerces de Siberia (Larix sibirica) y pinos de Siberia (Pinus sibirica) y, en las zonas más elevadas, praderas alpinas. La vertiente sur presenta vegetación típica de zonas desérticas y desérticas semiáridas.